# Chaldejská eparchie Seert
Chaldejská eparchie Seert je titulární eparchie chaldejské katolické církve.

## Historie
Eparchie se dílem ve městě Seert (dnes Siirt), kdysi v Mezopotámii bylo starobylé sídlo nestoriánské církve. Od roku 1553, po zřízení chaldejského katolického patriarchátu byli biskupové ve spojení se stolcem v Římě. 
Roku 1673 biskup Ioannes zlomil společenství s Římem a navrátil se k nestoriánství. Společenství bylo obnoveno v 18. století jeho nástupcem Simonem.
Roku 1914 měla eparchie 5 430 pokřtěných rozptýlených v 30 vesnicích v okolí, 21 kněžích, 31 kostelů, 7 kaplí a 4 misijní stanice.
Sídlo bylo potlačeno v průběhu 20. století, z důvodu ztráty chaldejských katolíků. Poslední eparcha Addai Scher, muž kultury a spisovatel byl zabit během tureckého pronásledování křesťanů první světově války (červen 1915).
Dnes je využívána jako titulární biskupské sídlo; dosud nebylo sídlo přiřazeno.

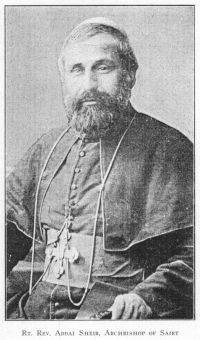
Biskup Addai Scher (1902-1915)

## Seznam biskupů
- 1553 - 1582 Iosephus
- 1582 - 1617 Jesu Yab
- 1617 - 1620 Elias
- 1620 - 1652 Ezechias
- 1652 - 1673 Ioannes
- 1701 - 1742 Simon
- 1744 - 1786 Ioannes Simon Kemo
- 1793 - 1822 Petrus Schauriz
- 1826 - 1855 Mikha'il Kattula
- 1858 - 1884 Peter Mikha'il Bartatar
- 1885 - 1888 Ioannes Michaelus Naamo
- 1892 - 1900 Yousef VI. Emmanuel II. Thomas
- 1902 - 1915 Addai Scher